# ブラッド・ミルズ (内野手)
ジェームズ・ブラッドリー・ミルズ（James Bradley Mills, 1957年1月19日 - ）は、アメリカ合衆国カリフォルニア州トゥーレアリ郡エクセター出身の元プロ野球選手（三塁手）、監督。右投左打。
息子のボー・ミルズも元プロ野球選手（内野手）である。

## 経歴
セクアイアス大学在学時の1977年1月、MLBドラフト16巡目（全体212位）でミネソタ・ツインズから指名されたが、この時は契約しなかった。
その後、アリゾナ大学へ転校し、同大学では後にも同じチームでタッグを組むテリー・フランコーナとチームメイトだった。
1979年のMLBドラフト17巡目（全体426位）でモントリオール・エクスポズから指名され、プロ入り。
1980年6月8日にメジャーデビューを果たす。1983年までメジャーを経験した。
その後、シカゴ・カブスの傘下マイナー、コロラド・ロッキーズの傘下マイナー、ロサンゼルス・ドジャースの傘下マイナーで監督を歴任した。
1997年から2000年の間にはフィラデルフィア・フィリーズにて盟友であるフランコーナの下で一塁コーチを務め、2003年にはエクスポズでベンチコーチを務めた。
2004年から2009年には、ボストン・レッドソックスでフィリーズでも一緒だったフランコーナが監督に就任した縁もあってベンチコーチを務めた。
2009年10月27日にデーブ・クラークの後任としてヒューストン・アストロズの監督に就任することになった。
2012年8月18日に成績不振で解任された。
オフの10月31日に2013年シーズンよりクリーブランド・インディアンスの三塁コーチに就任することが発表された。また、新しく監督になったのはフランコーナであり、共に同じチームでタッグを組むのは2009年のレッドソックス以来で実に4年ぶりであった。2014年からはベンチコーチへ配置転換された。2020年シーズンは7月に新型コロナウイルスへの懸念からシーズン不参加を表明した。シーズン終了後、退任が発表された。

## 詳細情報

### 年度別打撃成績
| 年 度    | 球 団    | 試 合 | 打 席 | 打 数 | 得 点 | 安 打 | 二 塁 打 | 三 塁 打 | 本 塁 打 | 塁 打 | 打 点 | 盗 塁 | 盗 塁 死 | 犠 打 | 犠 飛 | 四 球 | 敬 遠 | 死 球 | 三 振 | 併 殺 打 | 打 率 | 出 塁 率 | 長 打 率 | O P S |
| -------- | -------- | ----- | ----- | ----- | ----- | ----- | -------- | -------- | -------- | ----- | ----- | ----- | -------- | ----- | ----- | ----- | ----- | ----- | ----- | -------- | ----- | -------- | -------- | ----- |
| 1980     | MON      | 21    | 66    | 60    | 1     | 18    | 1        | 0        | 0        | 19    | 8     | 0     | 1        | 0     | 1     | 5     | 1     | 0     | 6     | 0        | .300  | .348     | .317     | .665  |
| 1981     | MON      | 17    | 23    | 21    | 3     | 5     | 1        | 0        | 0        | 6     | 1     | 0     | 0        | 0     | 0     | 2     | 1     | 0     | 1     | 1        | .238  | .304     | .286     | .590  |
| 1982     | MON      | 54    | 73    | 67    | 6     | 15    | 3        | 0        | 1        | 21    | 2     | 0     | 0        | 1     | 0     | 5     | 0     | 0     | 11    | 3        | .224  | .278     | .313     | .591  |
| 1983     | MON      | 14    | 22    | 20    | 1     | 5     | 0        | 0        | 0        | 5     | 1     | 0     | 0        | 0     | 0     | 2     | 0     | 0     | 3     | 0        | .250  | .318     | .250     | .568  |
| MLB：4年 | MLB：4年 | 106   | 184   | 168   | 11    | 43    | 5        | 0        | 1        | 51    | 12    | 0     | 1        | 1     | 1     | 14    | 2     | 0     | 21    | 4        | .256  | .311     | .304     | .615  |

### 背番号
- 54（1980年）
- 2（1981年、2004年 - 2018年）
- 24（1982年 - 1983年、2006年 - 2007年）
- 9（1997年 - 2000年、2003年）
- 00（2019年）